# 松本崇聖
松本 崇聖（まつもと たかまさ、1992年12月4日 - ）は、富山県射水市出身の元ハンドボール選手。

## 経歴
高岡向陵高等学校時代は2010年に第4回男子ユースアジア選手権の日本代表U-19に選出。8月には第18回日・韓・中ジュニア交流競技会の日本代表に選ばれた。
高校卒業後は日本体育大学へ進学。2012年に第13回男子ジュニアアジア選手権の日本代表U-21に選出された。
2013年は第1回U-22東アジア選手権の日本代表に選出。
2014年は第22回世界学生選手権の日本代表U-24に選ばれた。
2015年1月に日本ハンドボールリーグの湧永製薬へ加入。
2016年12月にドイツのTV 08 ヴィルシュテットへ移籍。
2017年8月に湧永製薬へ復帰。
2018-19年シーズン限りで湧永製薬を退団。

## 詳細情報

### 年度別成績
| 年       | チーム   | 試合 | フィールド 得点 | 率    | 7m  | 合計   | 警告 | 退場 | 失格 |
| -------- | -------- | ---- | --------------- | ----- | --- | ------ | ---- | ---- | ---- |
| 2014-15  | 湧永製薬 | 5    | 7/9             | .778  | 0/0 | 7/9    | 1    | 0    | 0    |
| 2015-16  | 湧永製薬 | 0    | -               | -     | -   | -      | -    | -    | -    |
| 2016-17  | 湧永製薬 | 2    | 2/2             | 1.000 | 0/0 | 2/2    | 0    | 0    | 0    |
| 2017-18  | 湧永製薬 | 20   | 24/33           | .727  | 0/0 | 24/33  | 4    | 2    | 0    |
| 2018-19  | 湧永製薬 | 23   | 41/56           | .732  | 0/0 | 41/56  | 3    | 5    | 0    |
| JHL：5年 | JHL：5年 | 50   | 74/100          | .740  | 0/0 | 74/100 | 8    | 7    | 0    |

- 各年度の太字はリーグ最高

### 記録

#### 日本ハンドボールリーグ
- フィールドゴール初得点：2015年2月21日、対トヨタ自動車東日本戦（花巻市総合体育館）[8]

### 背番号
- 3 (2015年 - 2016年、2017年 - 2019年)
- 7 (2016年 - 2017年)

## 代表歴

### 日本代表U-24
- 世界学生選手権 (2014年)

### 日本代表U-22
- U-22東アジア選手権 (2013年)

### 日本代表U-21
- ジュニアアジア選手権 (2012年)

### 日本代表U-19
- ユースアジア選手権 (2010年)